# ラファイエット級原子力潜水艦
ラファイエット級原子力潜水艦（ラファイエットきゅうげんしりょくせんすいかんLafayette class submarine）は、アメリカ海軍の弾道ミサイル原子力潜水艦（戦略ミサイル原子力潜水艦）(SSBN)。イーサン・アレン級の発展型で9隻が建造された。本級に後続するジェームズ・マディソン級、ベンジャミン・フランクリン級も、ラファイエット級が漸進改良された準同型艦級とする分類もある。
ジョージ・ワシントン級、イーサン・アレン級、ジェームズ・マディソン級、ベンジャミン・フランクリン級と共に本級は「自由のための41隻 41 for Freedom」と呼ばれ、冷戦下のアメリカの核抑止戦力の構成した。

## 概要
最終艦の  ダニエル・ウェブスター（SSBN-626） を除く8隻は ポラリス A-2 潜水艦発射弾道ミサイルを装備して建造され、改装によりポラリスA-3を装備した。ダニエル・ウェブスターは当初からポラリスA-3を装備していた。1970年代半ば、本級は全艦がポセイドンC3を搭載するためアップグレードされた。本級のミサイル発射管はジョージワシントン級、イーサンアレン級よりもわずかに大きく、ポセイドンはこれを利用するように設計された。ジェームズ・マディソン級とベンジャミン・フランクリン級とは異なり、本級はトライデントC-4への改装は行われなかった。本級には、ミサイル発射時にトリムをより効果的に管理するための安定化システムが装備されていた。これにより、ミサイルの発射間隔が4分/発から1分/発に短縮された。
本級の潜舵はセイルに装備されているが、最終艦のダニエル・ウェブスターは試験的に、船首に設けたミニセイルに潜舵を装備しており、特徴的な外見からOld Funny Finsと呼ばれていた。ポーポイズの影響を低減するための試みであったが、ミニセイルは流体力学的効率を低下させ、艦の全体的な速度低下を招いた。 1970年代半ばオーバーホールでミニセイルは撤去され、潜舵は標準的な配置に改装された。
艦齢の増加、オハイオ級の就役、ソビエト連邦の崩壊による戦略パトロールの重要度の低下、第二次戦略兵器制限交渉（SALT II）条約による制約などの理由により、本級は1986年から1992年にかけて退役した。ほとんどの艦は原子力艦再利用プログラムにより解体されたが、ダニエル・ウェブスターは、サウスカロライナ州のチャールストン海軍工廠で、ジェームズ・マディソン級サム・レイバーン（MTS-635）とともに、原子炉運転員の訓練のための繫留訓練艦として使用された。
|          |            | コロンビア級           | オハイオ級             | フランクリン級      | マディソン級        | ラファイエット級    | アレン級            | ワシントン級        |
| -------- | ---------- | ---------------------- | ---------------------- | ------------------- | ------------------- | ------------------- | ------------------- | ------------------- |
| 船体     | 水上排水量 | 不明                   | 16,764 t               | 7,320 t             | 7,320 t             | 7,320 t             | 6,955 t             | 5,959 t             |
| 船体     | 水中排水量 | 20,810 t               | 18,750 t               | 8,240 t             | 8,240 t             | 8,240 t             | 7,880 t             | 6,709 t             |
| 船体     | 全長       | 170.99 m               | 170.67 m               | 129.5 m             | 129.5 m             | 129.5 m             | 125 m               | 116.3 m             |
| 船体     | 全幅       | 13.1 m                 | 12.8 m                 | 10 m                | 10 m                | 10 m                | 10.1 m              | 10.1 m              |
| 船体     | 吃水       | 不明                   | 11.1 m                 | 9.4 m               | 8.69 m              | 8.69 m              | 8.4 m               | 8.1 m               |
| 主機     | 機関       | 原子炉+IEP             | 原子炉+蒸気タービン    | 原子炉+蒸気タービン | 原子炉+蒸気タービン | 原子炉+蒸気タービン | 原子炉+蒸気タービン | 原子炉+蒸気タービン |
| 主機     | 方式       | ターボ・エレクトリック | ギアード・タービン     | ギアード・タービン  | ギアード・タービン  | ギアード・タービン  | ギアード・タービン  | ギアード・タービン  |
| 主機     | 原子炉     | BC S1B                 | GE S8G                 | WEC S5W             | WEC S5W             | WEC S5W             | WEC S5W             | WEC S5W             |
| 主機     | 出力       | 60,000 shp             | 60,000 shp             | 15,000 shp          | 15,000 shp          | 15,000 shp          | 15,000 shp          | 15,000 shp          |
| 主機     | 水中速力   | 24 kt（推定）          | 24 kt（推定）          | 21 kt               | 21 kt               | 25 kt               | 21 kt               | 22 kt               |
| 兵装     | 水雷       | 533mm魚雷発射管×4門    | 533mm魚雷発射管×4門    | 533mm魚雷発射管×4門 | 533mm魚雷発射管×4門 | 533mm魚雷発射管×4門 | 533mm魚雷発射管×4門 | 533mm魚雷発射管×4門 |
| 兵装     | SLBM       | トライデントD5LEP×16基 | トライデントC4/D5×24基 | ポラリスA3×16基     | ポラリスA3×16基     | ポラリスA2×16基     | ポラリスA2×16基     | ポラリスA1×16基     |
| 同型艦数 | 同型艦数   | 未就役（12隻予定）     | 18隻                   | 12隻                | 10隻                | 9隻                 | 5隻                 | 5隻                 |

## 同型艦
| 艦番号            | 艦名                                              | 建造所                       | 起工            | 進水            | 就役            | 退役           | 備考                         |
| ----------------- | ------------------------------------------------- | ---------------------------- | --------------- | --------------- | --------------- | -------------- | ---------------------------- |
| SSBN-616          | ラファイエット USS Lafayette                      | エレクトリック・ボート       | 1961年 1月17日  | 1962年 5月8日   | 1963年 4月23日  | 1991年 8月12日 |                              |
| SSBN-617          | アレクサンダー・ハミルトン USS Alexander Hamilton | エレクトリック・ボート       | 1961年 6月26日  | 1962年 8月18日  | 1963年 6月27日  | 1993年 2月23日 |                              |
| SSBN-619          | アンドリュー・ジャクソン USS Andrew Jackson       | メア・アイランド海軍造船所   | 1961年 4月26日  | 1962年 9月15日  | 1963年 7月3日   | 1989年 8月31日 |                              |
| SSBN-620          | ジョン・アダムズ USS John Adams                   | ポーツマス海軍造船所         | 1961年 5月19日  | 1963年 1月12日  | 1964年 5月12日  | 1989年 3月24日 |                              |
| SSBN-622          | ジェームズ・モンロー USS James Monroe             | ニューポート・ニューズ造船所 | 1961年 7月31日  | 1962年 8月4日   | 1963年 12月7日  | 1990年 9月25日 |                              |
| SSBN-623          | ネイサン・ヘール USS Nathan Hale                  | エレクトリック・ボート       | 1962年 10月2日  | 1963年 1月12日  | 1963年 11月23日 | 1986年 11月3日 |                              |
| SSBN-624          | ウッドロウ・ウィルソン USS Woodrow Wilson         | メア・アイランド海軍造船所   | 1961年 9月13日  | 1963年 2月22日  | 1963年 12月27日 | 1994年 9月1日  |                              |
| SSBN-625          | ヘンリー・クレイ USS Henry Clay                   | ニューポート・ニューズ造船所 | 1961年 10月23日 | 1962年 11月30日 | 1964年 2月20日  | 1990年 11月5日 |                              |
| SSBN-626 →MTS-626 | ダニエル・ウェブスター USS Daniel Webster         | エレクトリック・ボート       | 1961年 12月28日 | 1963年 4月27日  | 1964年 4月9日   | 1990年 8月30日 | 除籍後、係留訓練艦として使用 |